# Inspektorat Równe Armii Krajowej
Inspektorat Równe AK – terenowa struktura Okręgu Wołyń AK.

## Skład organizacyjny
Struktura organizacyjna podana za Atlas polskiego podziemia niepodległościowego:
- Obwód Równe AK „Błysk”[a]
- Obwód Równe Miasto
- Obwód Równe Powiat
- Obwód Kostopol AK „Bór”
- Obwód Zdołbunów AK „Brzeg”

## Komendanci Inspektoratu
- por. Tadeusz Klimowski ps. „Klon”[1]